# Birgit Petersson
Birgit Holm Petersson (født 14. marts 1945 i Fåborg) er speciallæge i psykiatri og lektor emirita ved enheden for Medicinsk Kvinde og Kønsforskning på afdelingen for Almen Medicin ved Københavns Universitet. Er i dag privatpraktiserende psykiater og debattør. Petersson har skrevet en række bøger og artikler om spiseforstyrrelser.
Birgit Petersson blev opmærksom på spiseforstyrrelsen bulimi i Danmark i starten af 1980'erne i forbindelse med sit arbejde på Alt for Damernes lægebrevkasse. Petersson var siden den person, der startede behandlingen af patienter der led af bulimia nervosa på det psykiatriske hospital, Stolpegård, i Gentofte. Petersson startede siden pga. mangel på pladser, en privat praksis sammen med to psykiaterer og tre psykologer. Her behandlede Petersson mere end 60 patienter med spiseforstyrrelser ugentlig – ud over patienter med andre psykiske lidelser. 
Petersson deltager aktivt i den offentlige debat gennem en lang række af forskellige medier, specielt i forbindelse med emnerne krop og sundhed. Her har Petersson specielt fokuseret på de skønhedsmyter som kvinder udsættes for og det fremherskende fokus på slankhed og vægttab, som hun kobler sammen med den øgede forekomst af spiseforstyrrelser (herunder bulimi). 

## Uddannelse
- 1964: Student fra Ribe Katedralskole.
- 1973: Lægevidenskabelig embedseksamen fra Københavns Universitet.
- 1980: Autorisation som selvstændig læge.
- 1984: Speciallæge i psykiatri i 1984 fra Københavns Universitet.
- 1988: Uddannet familieterapeut fra Kempler instituttet i Odense.

## Ansættelser/erhverv
Birgit Petersson har arbejdet både som læge og praktiserende psykiater bl.a. på forskellige københavnske hospitaler og på LiveRehab, et tilbud til prostituerede. Peterson har haft forskningsstilling ved KAS Nordvang og SFI: projekt arbejdsfravær og helbredforhold. Petersson har arbejdet som redaktør og daglig leder af forlaget Røde Hane fra 1970-85. 
Peterssons nuværende stillinger tæller praktiserende psykiater på Frederiksberg, Lektor i Medicinsk Kvinde- og Kønsforskning på det sundhedsvidenskabelige fakultet på Københavns Universitet, Lægekonsulent ved Døgnvagten for Unge og psykiater på LiveRehab.  

## Tillids- og bestyrelsesposter
Petersson har bestrædet en lang række tillids- og bestyrelsesposter både i ind- og udland. Petersson var bl.a. initiativtager og leder af Gruppen for Medicinsk Kvindeforskning fra 1979-2004, medlem af Dansk Psykiatrisk Selskabs bestyrelse fra 1983-1989, hvor Petersson fra 1984-1990 var formand for selskabets Kvindeudvalg. Fra 1990-1993 var Petersson formand for Foreningen for Kvinde- og Kønsforskning i Danmark og fra 1991-1999 næstformand i KVINFOs bestyrelse.
Internationalt har Petersson bl.a. været medlem af [EU]s ekspertgruppe for Women's Studies (GRACE) fra 1991-1999, samt medlem af bestyrelsen for World Psychiatric Associations sektion for Women's Mental Health fra 1994-2003.
For tiden er Petersson medlem af 
- center for Etik og Ret's bestyrelse
- repræsentantskabet vedrørende kønsforskningen på Københavns Universitet
- IARU-gruppen: Understanding men and women at universities around the world
- Europas Kvinders Pris Danmarks bestyrelse
- ledelsen for det landsdækkende udvalg for kønsforskning
- Københavns Universitets styregruppe for kønsforskning

## Andre faglige aktiviteter
- 1977-81: Redaktør og skribent på månedsbladet Kvinder
- 1979-2004: Lægebrevkasse og skribent på Alt for Damerne

Petersson har derudover lavet referee-opgaver for en lang række tidsskrifter samt videnskabelige paneler og redaktions grupper, herunder European Journal of Public Healt, European Journal of Women's Studies samt NORA (Nordic Journal of Feminist and Gender Research).

## Priser
- 1995: ALT for damernes kvindepris (Peterson arbejdede i bladets lægebrevkasse fra 1979-2004)
- 1995: HK's forskningspris
- 1998: Valborg og Edith Larsens Legat

## Udgivelser
Petersson har bl.a. udgivet en lang række videnskabelige artikler, egne bøger og bogkapitler, været redaktør og skrevet kronikker, hvoraf mange af publikationerne omhandler kvinder og sundhed. Blandt de mest populære udgivelser er bl.a. “Frygten fra Fedtet” (1997), “Jagten på det sunde liv” (2000) og “De fire årstider - kvinder og seksualitet” (2002).

### Uddrag af udgivelser

#### Videnskabelige artikler
- Forskning i køn og kønsforskelle Ugeskrift Læger 2007;169:2460-61
- Bulimia Nervosa. Ugeskrift Læger 2001;163:3465-68
- Depression, kvinder og kultur. Psyke & Logos 2001;22:27-36
- KPL 100 år, Nielsine Nielsen: Første kvindelige praktiserende læge Månedsskrift Praktisk Lægegerning 1998; 76:xx
- Fedme, slankekure og spiseforstyrrelser Ugeskrift læger 1997;159:6837-8
- Ovariecancer og behandling af infertilitet.Ugeskrift Læger 1993;155:2065
- Kønnet en vigtig parameter inden for lægevidenskaben. Ugeskrift Læger 1993;155:608-12
- Can you dope yourself with food? On the abuse aspect of Bulimia. Acta Psych Scand 1990;361:19-22
- Kliniske erfaringer ved behandling af Bulimia Nordisk Psykiatrisk Tidsskrift 1988;42:434-37
- Bulimia - psykosociale synsvinkler. Nordisk Medicin 1986;101:80-81

#### Bøger, bogkapitler, redaktion
- Psykiatri 2: Spiseforstyrrelser GAD’s Forlag. København 2011
- Omskæring set i medicinsk-historisk perspektiv (s 35-41) i Bang H (red). Omskæring. Institut for Folkesundhedsvidenskab, København 2004
- De fire årstider-om kvinder og seksualitet(191 s) Lindhardt og Ringhof, København 2002
- Jagten på det sunde liv (174 s) L&R Fakta, København 2000
- Abort i 25 år. L&R Fakta, København 1998 - selv 4 afsnit s 9-13; s 92-98;s112-20;s158-63
- Frygten for fedtet ( 124 s) L&R Fakta, København 1997
- Kønsaspektet i psykiatrien (s xx) i Munk-Jørgensen P, Mortensen M, Mortensen PG (red) Socialpsykiatri: Hvorfra? Hvorhen? Reitzels Forlag Kbh 1991

#### Kronikker og andre artikler
- Abort i 40 år. Kronik i Kristelig Dagblad 24.5.2013
- Aggression og seksualitet. I: Menneskehandel og prostitution i en europæisk kontekst. Udgivet 2009 af Den Danske Europabevægelse & Europa Kvinders Pris 2008.
- Adoption skal ske for børnenes skyld. Kronik 6.9.2007 Berlingske Tidende
- Kønsforskelle spøger stadig. Videnskabet. Universitetsavisen. 2006, no 1:12-13
- Nej til tvungen organdonation. Kronik. Berlingske Tidende 29.4.2004
- Stop fedthysteriet. Forum. Magasin for fødevareministeriet. 2001;8:14-15
- Fedme og overvægt - nye behandlingsstrategier. Diætisten 1998;35:8-11
- Med livet som indsats. Børn og Unge. 1995;26:13-16
- Den raffinerede undertrykkelse. Kvinden og samfundet 1992, nr 1
- Når kvinder forsker. Kronik 7.3.1990. Det fri Aktuelt
- Gud skabte kvinden. Ugeskr Læger 1989;151:781
- Når psykiaterne svigter! Kronik 31,10,1984. Berlingske Tidende